# Serpico
Serpico este un film american din 1973 regizat de Sidney Lumet. Este bazat pe povestea adevărată a polițistului newyorkez Frank Serpico. Serpico a devenit cunoscut pentru încercarea sa reușită de a demasca corupția din sânul Poliției luptând, practic, împotriva tuturor, inclusiv a colegilor săi polițiști. Din distribuție fac parte Al Pacino, John Randolph și Tony Roberts.
"Cariera lui Frank Serpico, polițistul renegat de colegi datorită refuzului său de a lucra în consacratul sistem al mitei, îi creează lui Lumet cadrul pentru un atac la corupție și la frustrantele mecanisme de auto-protecție ale birocrației. Complementar, energiile emoționale ale filmului sunt concentrate în eroul însuși - Serpico. Amestecul particular de idealism și obsesie în noțiunea sa de integritate îl duce pe erou, la situația de printre colegi și de imposibil partener, acasă ." - Richard Combs , 1974 (Monthly Film Bulletin)

## Actori
- Al Pacino - Frank Serpico
- John Randolph - Șef Sidney Green
- Jack Kehoe - Tom Keough
- Biff McGuire - Căpitan Inspector McClain
- Barbara Eda-Young - Laurie
- Cornelia Sharpe - Leslie Lane
- Tony Roberts - Bob Blair
- John Medici - Pasquale Serpico
- Allan Rich - Avocat Herman Tauber
- Norman Ornellas - Don Rubello
- Edward Grover - Inspector Lombardo
- Joseph Bova - Potts
- Gene Gross - Căpitan Tolkin
- John Stewart - Waterman
- Woodie King Jr. - Larry
- James Tolkan - Lieutenant Steiger
- Ed Crowley - Barto
- Bernard Barrow - Inspector Roy Palmer
- Sal Carollo - Mr. Serpico
- Mildred Clinton - Mrs. Serpico
- Nathan George - Locotenentul Nate Smith
- Alan North - Brown
- Lewis J. Stadlen - Jerry Berman
- John McQuade - Inspector Kellogg
- M. Emmet Walsh - Gallagher
- George Ede - Daley
- F. Murray Abraham - Detectiv Partner
- John Brandon - Locotenent de poliție
- Sam Coppola - polițist
- René Enríquez - Cervantes Teacher
- Conard Fowkes - polițist
- Judd Hirsch - polițist
- Tony Lo Bianco - polițist

## Premii și nominalizări

### Premiul Oscar
- Premiul Oscar pentru cel mai bun actor - Al Pacino (nominalizat)
- Premiul Oscar pentru cel mai bun scenariu adaptat - Waldo Salt , Norman Wexler (nominalizat)

### Premiul BAFTA
- Premiul Anthony Asquith pentru Muzică de Film - Mikis Theodorakis (nominalizat)
- BAFTA pentru cel mai bun actor - Al Pacino (nominalizat)
- BAFTA pentru cel mai bun regizor - Sidney Lumet (nominalizat)

### Premiul Globul de Aur
- Premiul Globul de Aur pentru cel mai bun actor (dramă) - Al Pacino (câștigat)
- Premiul Globul de Aur pentru cel mai bun film (dramă) (nominalizat)